# Nikolai Wassiljewitsch Karlow

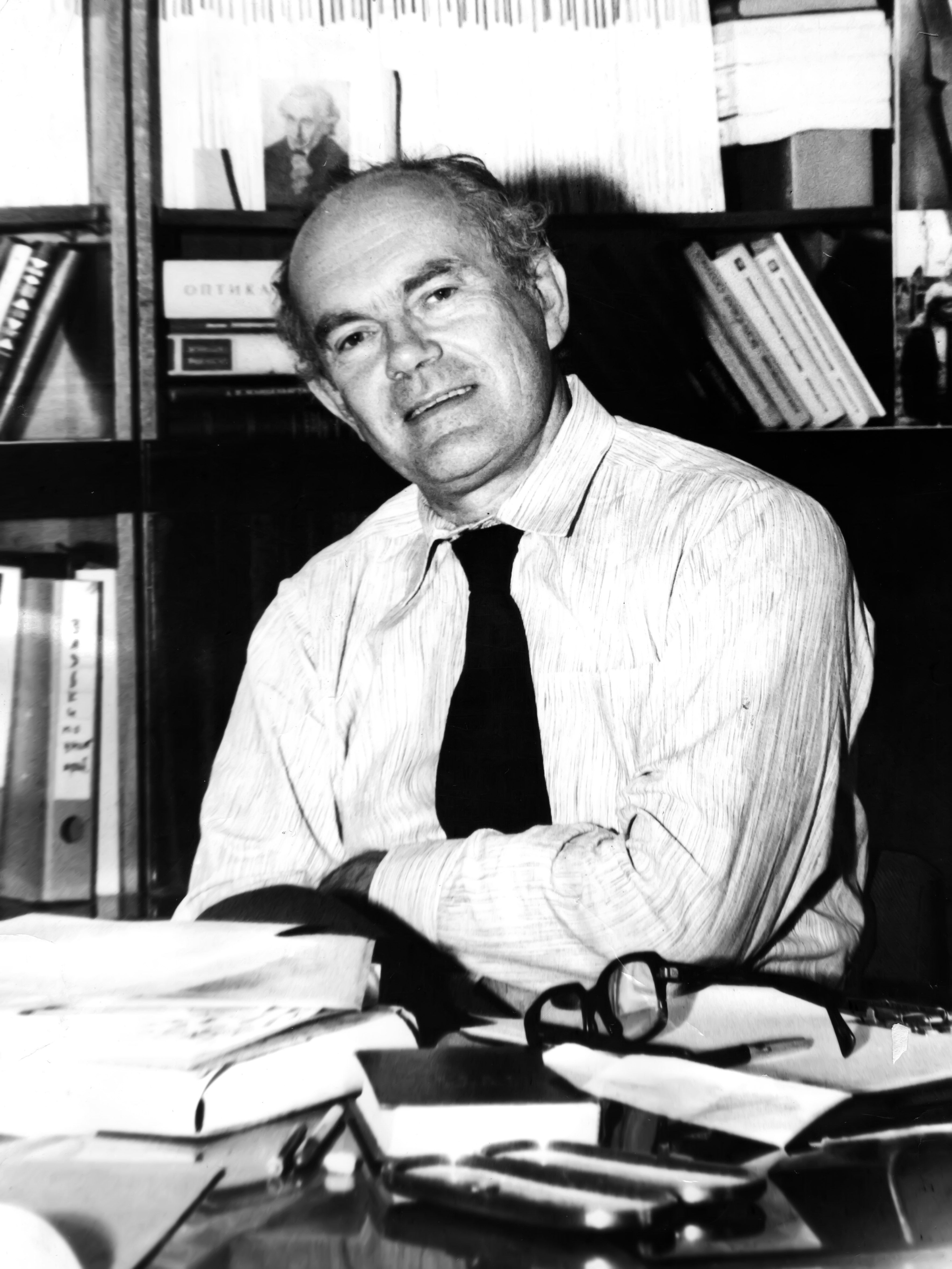
Nikolai Wassiljewitsch Karlow

Nikolai Wassiljewitsch Karlow (russisch Николай Васильевич Карлов; * 15. Oktober 1929 in Leningrad; † 14. Januar 2014 in Moskau) war ein russischer Physiker und Hochschullehrer.

## Leben
Karlows Vater Wassili Nikolajewitsch Karlow war Flugzeugkonstrukteur im Konstruktionsbüro KB Polikarpow. Karlows Mutter Maria Petrowna geborene Makotinskaja war Bauingenieurin.
Nach dem Mittelschulbesuch, den er 1943 mit einer Silbermedaille abschloss, begann Karlow 1943 in einem Moskauer Flugzeugwerk als Elektriker zu arbeiten. 1947 begann er das Studium an der physikalisch-mathematischen Fakultät der Lomonossow-Universität Moskau (MGU) mit Abschluss 1952.
Darauf wurde Karlow Aspirant bei Alexander Michailowitsch Prochorow und 1955 wissenschaftlicher Mitarbeiter im Lebedew-Institut der Akademie der Wissenschaften der UdSSR (AN-SSSR, seit 1991 Russische Akademie der Wissenschaften (RAN)). 1956 verteidigte er seine Kandidat-Dissertation. Ab 1956 lehrte er am Lehrstuhl für Allgemeine Physik des Moskauer Instituts für Physik und Technologie (MFTI). Nach Verteidigung seiner Doktor-Dissertation 1966 wurde er 1967 zum Doktor der physikalisch-mathematischen Wissenschaften promoviert. 1971 folgte die Ernennung zum Professor für Experimentalphysik.
Als 1982 aus der Abteilung A des Lebedew-Instituts das Institut für Allgemeine Physik der AN-SSSR entstand, wurde Karlow dort Abteilungsleiter. Karlows Forschungsschwerpunkte waren die Statistische Radiophysik, die Quantenelektronik, die paramagnetischen Maser und ihre Anwendung für die Strahlungsmessung und die Wechselwirkungseffekte intensiver Resonanzstrahlung mit Materie. 1984 wurde Karlow zum Korrespondierenden Mitglied der AN-SSSR gewählt. Im selben Jahr wurde er Mitglied der American Physical Society.

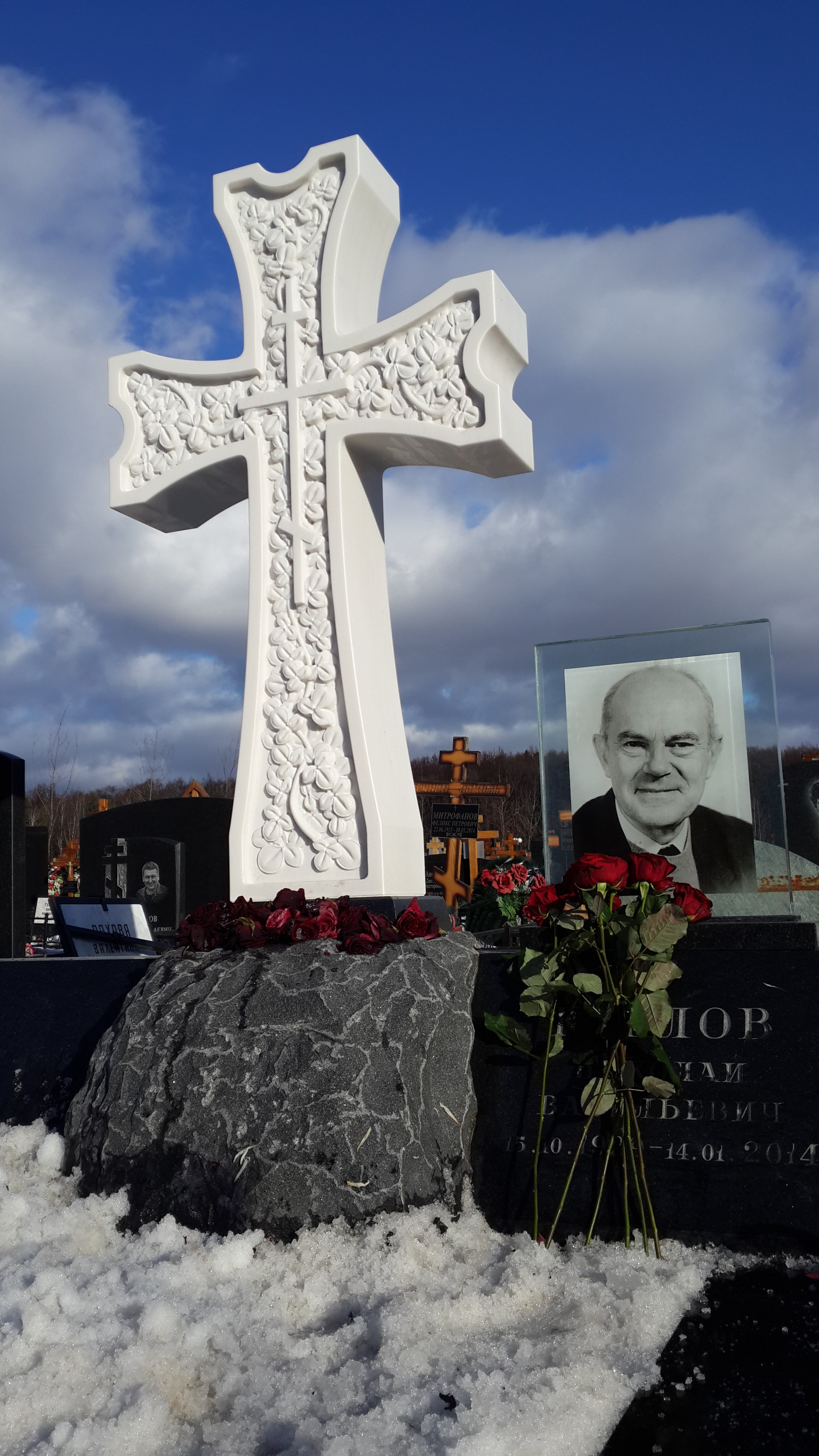
Karlows Grab auf dem Moskauer Friedhof Trojekurowo

1987 wurde Karlow als Nachfolger Oleg Michailowitsch Belozerkowskis Rektor des MFTI. Karlow war 1992–1998 als Nachfolger Jewgeni Iwanowitsch Schemjakins Vorsitzender der Obersten Attestierungskommission (WAK) der Russischen Föderation für die Verleihung der Akademischen Grade. Ihm folgte Gennadi Andrejewitsch Mesjaz. 1997 ging Karlow in den Ruhestand und war ab 1998 Berater der RAN. Sein Nachfolger als Rektor des MFTI war Nikolai Nikolajewitsch Kudrjawzew.
Karlow war Mitglied des Kollegiums der nationalen Experten der Gemeinschaft Unabhängiger Staaten für Laser und Lasertechnik (ab 2001), des Rats des Fonds für humanitäre Forschung, des Präsidiums des Kollegiums der Rektoren Moskaus, des Kollegiums des Ministeriums für Wissenschaft der Russischen Föderation, des Kollegiums des Staatlichen Komitees für Höhere Bildungseinrichtungen und der ständigen Konferenz der Rektoren der europäischen Universitäten. Er war Präsident des internationalen Peter-der-Große-Zentrums für humanitäre Bildung des MFTI.
Karlow war 1961–1991 Mitglied der KPdSU. Karlow war 1989–1991 Mitglied des Volksdeputiertenkongresses und 1990–1991 Mitglied des Obersten Sowjets der UdSSR.
Karlow wurde auf dem Friedhof Trojekurowo begraben.

## Ehrungen, Preise
- Staatspreis der UdSSR (1976)[3]
- Ehrendoktor der Janus-Pannonius-Universität Pécs (1988)[1]
- Orden der Völkerfreundschaft (1994)[7]